# Svanhild
Svanhild är ett kvinnonamn med ursprung i de norröna orden svanr, "svan", och hildr, "kamp, strid". Det är i dag vanligast i Norge samt på Island och Färöarna. Den norröna formen var Svanhildr; i  modern isländska är nominativformen Svanhildur.

## Personer med namnet Svanhild
- Svanhild Östensdotter (norska: Øysteinsdatter; isländska: Eysteinsdóttir) var dotter till Östen jarl och gift med kung Harald hårfagre.

- Svanhild Sigurdsdotter var dotter till Sigurd fafnesbane och påtänkt hustru till goterkungen Jörmunrek.
- Svanhild Hartvigsen, också känd som Ørnejenta.